# 武田英寿
武田 英寿（たけだ ひでとし、2001年9月15日 - ）は、宮城県仙台市出身のプロサッカー選手。Jリーグ・ベガルタ仙台所属。ポジションはミッドフィールダー。

## 略歴
宮城県仙台市出身で中学は青森山田中学校に進学し、高校もそのまま青森山田高校に進学した。2年時には2年生唯一のレギュラーとして、第97回全国高等学校サッカー選手権大会の優勝に貢献した。3年時には伝統の10番を引き継ぎ、2019年6月には浦和レッズの加入が内定した。
キャプテンとして出場した第98回全国高等学校サッカー選手権大会では準優勝に終わったが、二年連続で優秀選手の一人に選出された。
2020年8月5日、JリーグYBCルヴァンカップ第2節のセレッソ大阪戦でプロデビューを果たした。12月12日、第32節の湘南ベルマーレ戦でJ1リーグ初出場を果たした。12月16日、第33節の川崎フロンターレ戦で初スタメンを飾った。
2021年7月28日、FC琉球に育成型期限付き移籍で加入。8月9日、ギラヴァンツ北九州戦で移籍後初出場を果たし、直接FKを決め、これがJリーグ初得点となった。
2022年は大宮アルディージャに育成型期限付き移籍。
2023年は水戸ホーリーホックに育成型期限付き移籍。
2024年シーズンより、浦和レッズへの復帰が発表された。6月22日、J1第19節鹿島アントラーズ戦で、J1初ゴール含む2ゴールの活躍を見せた。
2025年より、地元に本拠地を置くベガルタ仙台へ完全移籍。 6月15日、J2第19節モンテディオ山形とのみちのくダービーで、後半アディショナルタイムに移籍後初ゴールとなる劇的な直接フリーキックを叩き込み、3-4の逆転勝利に貢献した。

## 人物
- 名前の英寿は元日本代表の中田英寿からきている[16]。

## 所属クラブ
- なかのFC
- ベガルタ仙台ジュニア
- 青森山田中学校
- 青森山田高校
- 2020年 - 2024年  浦和レッズ
  - 2021年7月 - 同年12月  FC琉球（育成型期限付き移籍）
  - 2022年  大宮アルディージャ（育成型期限付き移籍）
  - 2023年  水戸ホーリーホック（育成型期限付き移籍）
- 2025年 -   ベガルタ仙台

## 個人成績
| 国内大会個人成績 | 国内大会個人成績 | 国内大会個人成績 | 国内大会個人成績 | 国内大会個人成績 | 国内大会個人成績 | 国内大会個人成績 | 国内大会個人成績 | 国内大会個人成績 | 国内大会個人成績 | 国内大会個人成績 | 国内大会個人成績 |
| 年度             | クラブ           | 背番号           | リーグ           | リーグ戦         | リーグ戦         | リーグ杯         | リーグ杯         | オープン杯       | オープン杯       | 期間通算         | 期間通算         |
| 年度             | クラブ           | 背番号           | リーグ           | 出場             | 得点             | 出場             | 得点             | 出場             | 得点             | 出場             | 得点             |
| 日本             | 日本             | 日本             | 日本             | リーグ戦         | リーグ戦         | リーグ杯         | リーグ杯         | 天皇杯           | 天皇杯           | 期間通算         | 期間通算         |
| ---------------- | ---------------- | ---------------- | ---------------- | ---------------- | ---------------- | ---------------- | ---------------- | ---------------- | ---------------- | ---------------- | ---------------- |
| 2020             | 浦和             | 37               | J1               | 3                | 0                | 1                | 0                | -                | -                | 4                | 0                |
| 2021             | 浦和             | 37               | J1               | 8                | 0                | 2                | 0                | 0                | 0                | 10               | 0                |
| 2021             | 琉球             | 37               | J2               | 15               | 2                | -                | -                | -                | -                | 15               | 2                |
| 2022             | 大宮             | 14               | J2               | 31               | 0                | -                | -                | 2                | 2                | 33               | 2                |
| 2023             | 水戸             | 7                | J2               | 38               | 2                | -                | -                | 0                | 0                | 38               | 2                |
| 2024             | 浦和             | 47               | J1               | 14               | 2                | 2                | 1                | -                | -                | 16               | 3                |
| 2025             | 仙台             | 8                | J2               |                  |                  |                  |                  |                  |                  |                  |                  |
| 通算             | 日本             | 日本             | J1               | 25               | 2                | 5                | 1                | 0                | 0                | 30               | 3                |
| 通算             | 日本             | 日本             | J2               | 84               | 4                | -                | -                | 2                | 2                | 86               | 6                |
| 総通算           | 総通算           | 総通算           | 総通算           | 109              | 6                | 5                | 1                | 2                | 2                | 116              | 9                |

## タイトル

### クラブ
青森山田中学校
- 全国中学校サッカー大会：3回（2014年、2015年、2016年）
- 東北U-15みちのくリーグ 北ブロック：3回（2014年、2015年、2016年）

青森山田高校
- 全国高等学校サッカー選手権大会：1回（2018年）
- 高円宮杯 JFA U-18サッカープレミアリーグ ファイナル：1回（2019年）
- 高円宮杯 JFA U-18サッカープレミアリーグEAST：1回（2019年）

### 個人
- 全国高等学校サッカー選手権大会 優秀選手：2回（2018年、2019年）

## 代表・選抜歴
- 日本高校サッカー選抜
  - NEXT GENERATION MATCH（2019年）
- U-18日本代表
  - スペイン遠征（2019年）
  - SportChain Cup UAE（2019年）
  - SBS杯（2019年）辞退
  - AFC U-19選手権2020・予選（2019年）
- U-19日本代表
  - 千葉キャンプ（2020年）
- U-20日本代表
  - 千葉キャンプ（2021年）
- U-24日本代表
  - 東京オリンピック トレーニングパートナー（2021年）